# المعلة (قفل شمر)

تعديل مصدري - تعديل

المعلة هي إحدى قرى عزلة شمرين بمديرية قفل شمر التابعة لمحافظة حجة، بلغ تعداد سكانها 381 نسمة حسب تعداد اليمن لعام 2004.